# Yamaha YMF262

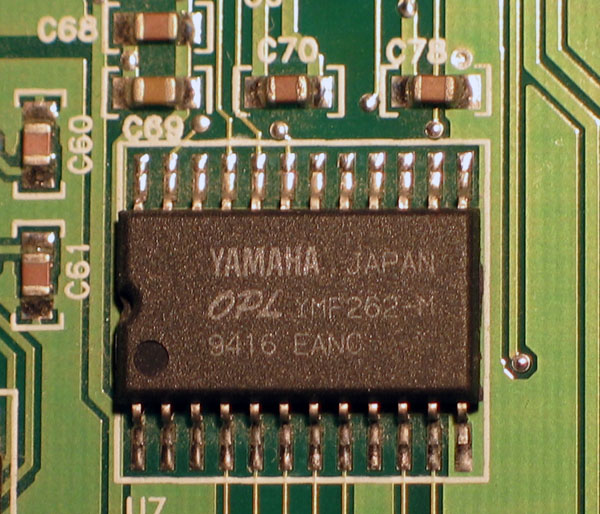
Lo Yamaha YMF262

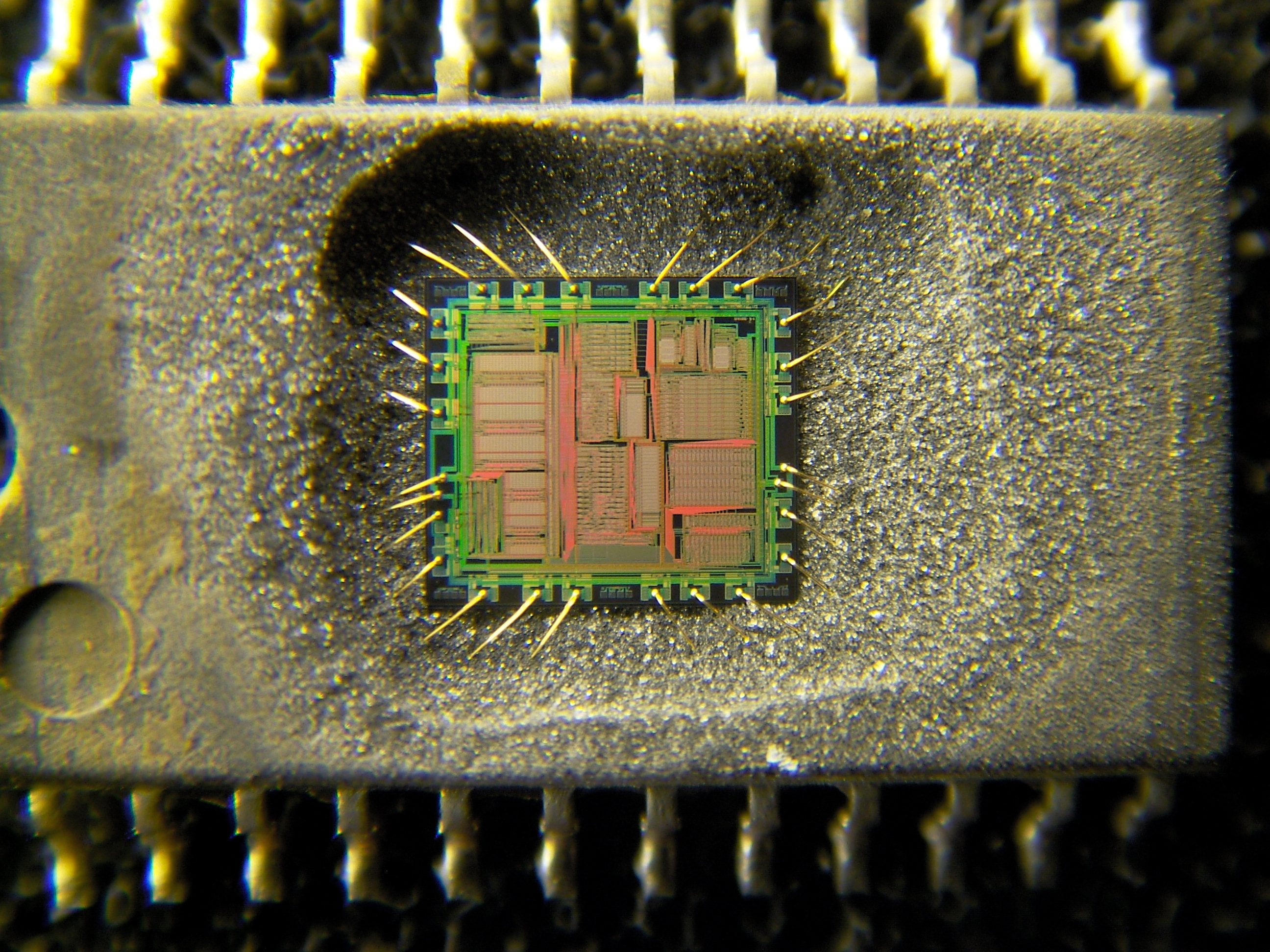
YMF262 decapsulato con in evidenza il relativo die

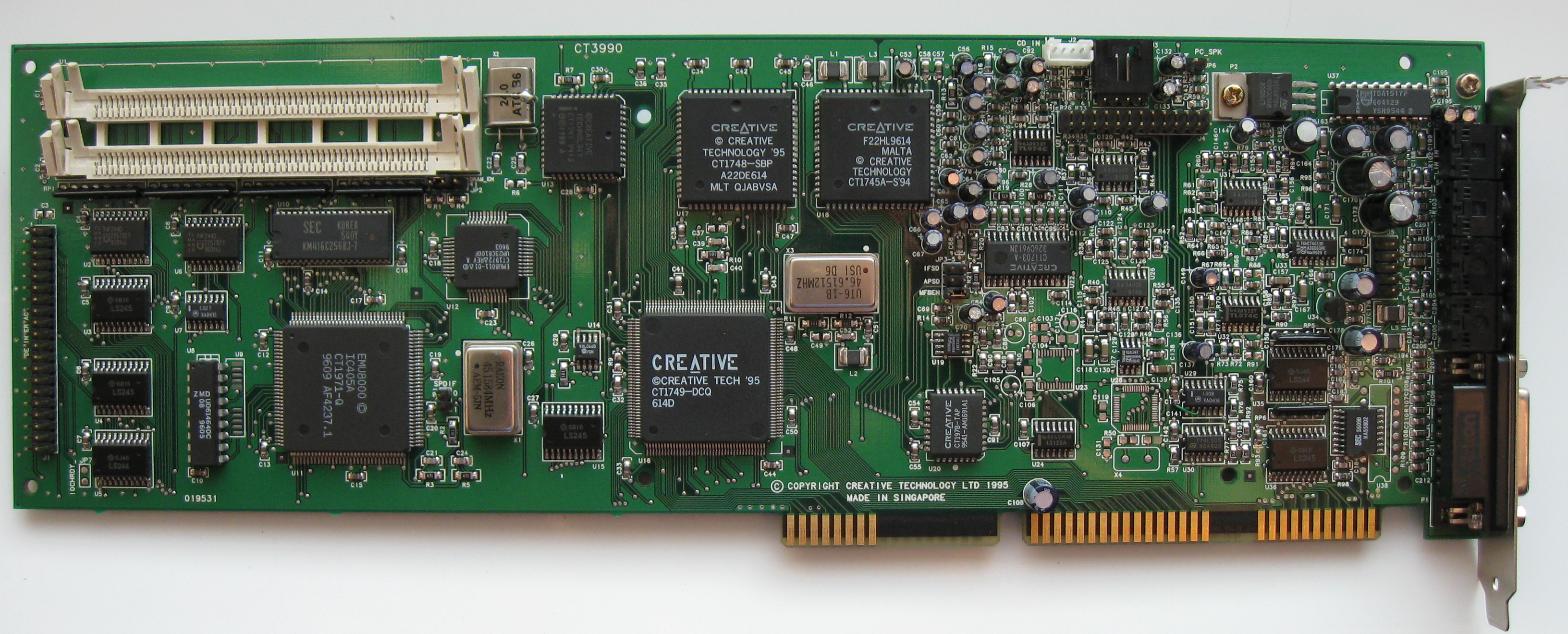
La Creative Sound Blaster AWE32: il chip VLSI marchiato CT1749-DCQ (il più grande al centro) contiene sia il core dell'YMF262 che l'interfaccia per il bus ISA.

L'YMF262, noto anche come OPL3 (OPL sta per FM Operator Type-L), è un chip sonoro capace di sintetizzazione FM prodotto da Yamaha Corporation. Deriva dallo Yamaha YM3812 (OPL2), alle cui caratteristiche aggiunge le seguenti:
- raddoppio del numero dei canali: da 9 a 18
- semplici capacità stereofoniche: sinistra, centrale o destra
- uscita audio a 4 canali
- 4 nuove forme d'onda: sinusoide alternata, sinusoide "a cammello", onda quadra e onda a dente di sega logaritmica
- 4 modalità dell'oscillatore, capace di associare 2 canali per un massimo di 6 canali
- latenza ridotta per l'accesso ai registri (l'OPL2 ha attese nell'accesso all'I/O molto superiori)

L'YMF262 è stato usato in molte schede audio, incluse la Sound Blaster Pro 2.0, la Sound Blaster 16 e la serie Sound Blaster AWE.
Come i suoi predecessori, le uscite audio dell'OPL3 sono in formato digitale per cui esso richiede l'utilizzo di un convertitore analogico-digitale (DAC, da Digital-to-Analog Converter) aggiuntivo come lo Yamaha YAC512. Alcuni produttori di chip sonori quali ESS e OPTi produssero dei propri processori, più o meno compatibili con l'OPL3.
Gli ultimi chip audio per PC prodotti da Yamaha, come l'YMF278 (OPL4), lo Yamaha YMF718/719S e la serie di schede PCI YMF724/74x, includevano il sintetizzatore FM dell'YMF262 per garantire la retrocompatibilità con i vecchi software musicali.